# François de Carpentries
François de Carpentries (* im 20. Jahrhundert) ist ein französischer Regisseur, der sich auf Musiktheater spezialisiert hat.

## Leben
De Carpentries studierte in Brüssel die Instrumente Klavier und Oboe, darüber hinaus allerdings auch Literatur- und Theaterwissenschaft. De Carpentries schrieb Theaterstücke und Songtexte, wurde dann aber Inspizient am Théâtre Royal de la Monnaie in Brüssel. Außerdem wirkte er in ähnlicher Funktion an der Brüsseler Mark Morris Dance Company. Danach wurde er Abendregisseur, Regieassistent und Erster Spielleiter an der Oper der belgischen Hauptstadt. Hier arbeitete er mit Luc Bondy, Patrice Chéreau, Peter Mussbach, Peter Stein oder Herbert Wernicke zusammen. Darüber hinaus leitete er Neueinstudierungen von deren Inszenierungen an Häusern in Frankreich (am Théâtre du Châtelet in Paris), Spanien (am Gran Teatre del Liceu in Barcelona sowie am Teatro Real Madrid) oder auch in England (am Royal Opera House Covent Garden in London).
Er führte Regie in Antwerpen, Besançon, Brüssel, Coburg, Fribourg, Görlitz, Hof, Innsbruck, Klosterneuburg bei Wien, Koblenz, Krefeld-Mönchengladbach, Limoges, Lyon, Metz, Nancy, Nizza, Nürnberg, Oslo, Montpellier, Reims, Straßburg, Toronto, Tours, Wuppertal und Würzburg.
Besonders häufig widmete er sich der Realisierung komischer Opern und Operetten (von Gaetano Donizetti, Wolfgang Amadé Mozart, Jacques Offenbach, Battista Pergolesi, Gioachino Rossini, Johann Strauss oder). Carpentries hob allerdings auch neue Opern aus der Taufe, so gestaltete er Uraufführungen von Georges Aperghis, Bernard Cavanna oder Pascal Dusapin.